# 希奥玛拉·卡斯特罗
伊丽丝·秀瑪拉·卡斯特罗·萨缅托（西班牙語：Iris Xiomara Castro Sarmiento，西班牙語發音：[ˌsjoˈmaɾa ˈkastɾo]；1959年9月30日—）洪都拉斯政治人物，現任洪都拉斯总统。其丈夫曼努埃尔·塞拉亚亦曾任總統，在2009年洪都拉斯軍事政變被推翻。她曾代表左翼黨自由和重建参与洪都拉斯2013年、2017年和2021年大选，并作为该党在2013年大选和2021年大选的洪都拉斯总统候选人以及2017年大选时总统候选人萨尔瓦多·纳斯拉亚的竞选伙伴以竞选副总统，2021年12月1日執政黨洪都拉斯国民党承認敗選後，確定勝選，成為洪都拉斯首位女性國家元首。卡斯特罗执政期间，洪都拉斯于2023年断绝了与中華民國80余年的外交关系，并与中华人民共和国建交。

## 早年境况
希奥玛拉·卡斯特罗在家中五个孩子里排行老二。青少年时代，她分别在特古西加尔巴的圣何塞德尔卡门学校（San Jose del Carmen Institute）和玛丽亚·奥西利亚多拉学校（Maria Auxiliadora Institute）就读小学和中学。并拥有一个 企業管理學士。

## 外部連結
- 维基共享资源上的相關多媒體資源：希奥玛拉·卡斯特罗
- 维基语录上有关希奥玛拉·卡斯特罗的语录
- Biography by CIDOB （页面存档备份，存于）

| 榮銜                          | 榮銜                   | 榮銜                 |
| ----------------------------- | ---------------------- | -------------------- |
| 前任： 阿瓜斯·奥卡尼亚        | 第一夫人               | 繼任： 希奥马拉·西隆 |
| 官衔                          |                        |                      |
| 前任者： 胡安·奧蘭多·葉南德茲 | 宏都拉斯總統 2022–至今 | 現任                 |